# Леван Абашидзе
Леван Абашидзе е съветски футболист, нападател на Динамо Тбилиси в периода 1929 – 1936 година.